# Премия Джоан и Джозеф Бирман за исследования в области топологии и геометрии
Премия Джоан и Джозеф Бирман за исследования в области топологии и геометрии была учреждена в 2013 году и ежегодно присуждается Ассоциацией женщин-математиков выдающимся молодым женщинам-исследователям в области топологии или геометрии. Призовой фонд премии был создан за счёт пожертвования Джоан Бирман и ее мужа Джозефа Бирмана.
В число победительниц вошли:
- Элисенда Григсби (2015) за исследования в области низкоразмерной топологии, особенно в области теории узлов и категоризированных инвариантов[2][3][4]
- Эмми Мерфи (2017) за  исследования в области симплектической геометрии, в рамках которых она разработала новые методы изучения симплектических многообразий и контактной геометрии[5][6].
- Кэтрин Манн (2019) за «крупный прорыв в теории динамики групповых действий на многообразиях»[7].
- Эмили Риль (2021) за «глубокую и фундаментальную работу по теории категорий и теории гомотопий»[8].